# Canton de Châtelus-Malvaleix
Le canton de Châtelus-Malvaleix est une ancienne division administrative française située dans le département de la Creuse et la région Limousin.

## Géographie
Ce canton est organisé autour de Châtelus-Malvaleix dans l'arrondissement de Guéret. Son altitude varie de 266 m (Genouillac) à 566 m (Roches) pour une altitude moyenne de 373 m.

## Représentation

### Conseillers généraux de 1833 à 2015
| Période | Période           | Identité                      | Étiquette    | Qualité |
| ------- | ----------------- | ----------------------------- | ------------ | --- |
| 1833    | 1848              | Jean Desaincthorent           | Centre       | Maire de La Cellette (1818-?) Député (1834-1842 et 1848-1849)                                                                |
| 1848    | 1852              | Pétrus Deboudachier           | Républicain  | Ancien juge de paix Conseiller municipal de Châtelus, conseiller d'arrondissement                                            |
| 1852    | 1871              | Antoine Régnauld              | Libéral      | Juge de paix, propriétaire, maire de Genouillac Député (1842-1848), conseiller d'arrondissement                              |
| 1871    | 1877              | Pierre-Paul Devilher          |              | Propriétaire Maire de Clugnat (1852-1878)                                                                                    |
| 1877    | 1884 (décès)      | Georges Boyron                |              | Docteur en médecine Maire de Châtelus-Malvaleix                                                                              |
| 1884    | 1893 (annulation) | Annet Gallemard               | Rad.         | Maire de Clugnat (1882-1908)                                                                                                 |
| 1895    | 1910              | Fernand Pelet de Beaufranchet | Droite       | Propriétaire, maire de Bétête                                                                                                |
| 1910    | 1928              | Emile Lacoste                 | Républicain  | Maire de Tercillat |
| 1928    | 1940              | Albert Rivière                | SFIO         | Tailleur et marchand de tissu à Boussac Député (1928-1940) Ministre (1936-1940)                                              |
|         |                   |                               |              | |
| 1945    | 1955              | Emile Deguéret (1891-1973)    | Rad.-RGR     | Médecin, propriétaire à Genouillac, ancien conseiller d'arrondissement                                                       |
| 1955    | 1961              | Marc Jannet                   | DVG-Soc.ind. | Assureur Maire de Clugnat (1944-1983)                                                                                        |
| 1961    | 1985              | Jean Monteiller (1920-1991)   | PSU puis PS  | Médecin généraliste Maire de Châtelus-Malvaleix Suppléant du député Guy Beck (1973-1978)                                     |
| 1985    | 2015              | Gérard Gaudin (1950-2019)     | DVD puis UMP | Vétérinaire Maire de Châtelus-Malvaleix (1983-1995) Vice-président (1994-1998) puis président du conseil général (1998-2001) |

### Élections cantonales de mars 2004
- 1er tour [4]:

| Nom                   | Parti politique | score obtenu | résultat |
| --------------------- | --------------- | ------------ | -------- |
| Alain Teissèdre       | PCF             | 7,9 %        | battu    |
| Jean-François Bouchet | PS              | 34,8 %       | battu    |
| Gérard Gaudin         | UMP             | 53,03 %      | élu      |
| Gérard Nican          | Les Verts       | 4,27 %       | battu    |

Gérard Gaudin (UMP) a donc été élu conseiller général dès le 1er tour.

### Conseillers d'arrondissement (de 1833 à 1940)
Le canton de Châtelus avait trois, puis deux conseillers d'arrondissement.
Il appartenait à l'arrondissement de Boussac jusqu'à sa disparition en 1926.
| Période                                  | Période      | Identité                                           | Étiquette | Qualité |
| ---------------------------------------- | ------------ | -------------------------------------------------- | --------- | --- |
| 1833                                     | 1838 (décès) | Jean Baptiste Boyron (1772-1838)                   |           | Officier de santé, chirurgien, maire de Châtelus                                                            |
| 1833                                     | 1836         | Xavier Deboudachier                                |           | Notaire, propriétaire à Clugnat                                                                             |
| 1833                                     | 1852         | Antoine Régnauld (1806-1888)                       | Libéral   | Notaire, maire de Genouillac, député (1842-1848)                                                            |
| 1836                                     | 1845         | Jean-Baptiste Peyret (1778-1851)                   |           | Propriétaire à Genouillac                                                                                   |
| 1838                                     | 1848         | Pétrus Deboudachier                                |           | Juge de paix à Châtelus                                                                                     |
| 1845                                     | 1848         | Claude François Ernest de Beaufranchet (1818-1882) |           | Propriétaire du château du Puy, maire de Tercillat puis de Bétête                                           |
|                                          |              |                                                    |           | |
| 1886                                     |              | Louis-Victor Dumont                                |           | Maire de Châtelus                                                                                           |
| 1886                                     |              | Emmanuel Barrier                                   |           | Maire de Châtelus                                                                                           |
|                                          |              |                                                    |           | |
| 1925                                     | 1937         | Jean-François Petit                                | Rad.      | Propriétaire à Châtelus-Malvaleix                                                                           |
| 1925                                     | 1940         | Émile Deguéret                                     | Rad.      | Docteur en médecine, propriétaire à Genouillac                                                              |
| 1937                                     | 1940         | Henri-Fernand Nioncel                              | Rad.      | Maire de Châtelus-Malvaleix                                                                                 |
| 1940                                     |              |                                                    |           | Les conseils d'arrondissement ont été suspendus par la loi du 12 octobre 1940 et n'ont jamais été réactivés |
| Les données manquantes sont à compléter. |              |                                                    |           | |

## Composition
Le canton de Châtelus-Malvaleix groupe 10 communes et compte 3 792 habitants (recensement de 2007 population municipale).
| Communes                  | Population (2012) | Code postal | Code Insee |
| ------------------------- | ----------------- | ----------- | ---------- |
| Bétête                    | 366               | 23270       | 23022      |
| La Cellette               | 272               | 23350       | 23041      |
| Châtelus-Malvaleix        | 574               | 23270       | 23057      |
| Clugnat                   | 674               | 23270       | 23064      |
| Genouillac                | 803               | 23350       | 23089      |
| Jalesches                 | 81                | 23270       | 23098      |
| Nouziers                  | 244               | 23350       | 23148      |
| Roches                    | 406               | 23270       | 23162      |
| Saint-Dizier-les-Domaines | 197               | 23270       | 23188      |
| Tercillat                 | 175               | 23350       | 23252      |

## Démographie
| 1962  | 1968  | 1975  | 1982  | 1990  | 1999  | 2006  | 2011  | 2012  |
| ----- | ----- | ----- | ----- | ----- | ----- | ----- | ----- | ----- |
| 6 191 | 5 728 | 5 065 | 4 580 | 4 169 | 3 844 | 3 768 | 3 726 | 3 708 |